# Bjørn Rasmussen
Bjørn Vilhelm Ravn Rasmussen (Copenhague, 19 de maio de 1885 - 9 de agosto de 1962) foi um futebolista dinamarquês, medalhista olímpico.
Bjørn Rasmussen competiu nos Jogos Olímpicos de Verão de 1908 em Londres. Ele ganhou a medalha de prata.